# Pictureland
Pictureland  è un cortometraggio muto del 1911. Il nome del regista non viene riportato nei titoli del film che, prodotto dalla IMP, aveva come protagonisti Mary Pickford e King Baggot.

## Produzione
Il film fu prodotto dall'Independent Moving Pictures Co. of America (IMP) e venne girato a Cuba.

## Distribuzione
Il film - un cortometraggio in una bobina - uscì nelle sale statunitensi il 20 febbraio 1911, distribuito dalla Motion Picture Distributors and Sales Company. Parte della pellicola, anche se incompleta, è stata ritrovata.